# Halogénure de plomb méthylammonium

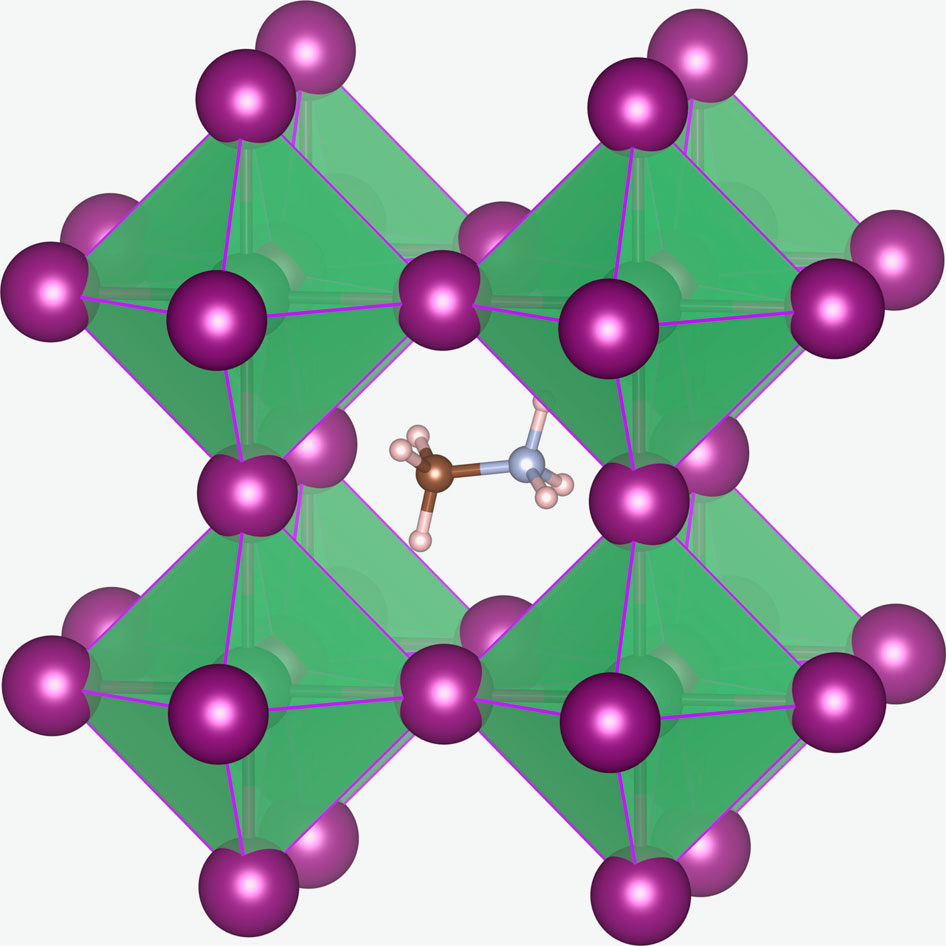
Structure cristalline d'une pérovskite d'iodure de plomb méthylammonium.

Les halogénures de plomb méthylammonium, ou MALH (methylammonium lead halides en anglais), sont des composés chimiques de formule CH3NH3PbX3, où X représente un halogénure tel que les anions chlorure Cl−, bromure Br− ou iodure I−, tandis que CH3NH3+ est le cation méthylammonium et que le plomb se trouve à l'état d'oxydation Pb2+. Ils sont étudiés pour leurs applications dans les cellules photovoltaïques,, les lasers, les diodes électroluminescentes, les photodétecteurs, les détecteurs de rayonnements ionisants,, les scintillateurs, les disques magnéto-optiques et la production d'hydrogène. Des cellules photovoltaïques à pérovskite de triiodure de plomb méthylammonium sur substrat dioxyde de titane CH3NH3PbI3/TiO2 ont ainsi été produites avec des rendements énergétiques de l'ordre de 19 % dans les années 2015,,, et dépassant 25 % en 2020,.

## Propriétés
Dans les cristaux d'halogénure de plomb méthylammonium, les cations méthylammonium sont entourés par huit octaèdres PbX6. Les anions halogénure ne sont pas fixes et peuvent se déplacer dans le cristal grâce aux lacunes qui s'y trouvent moyennant une énergie d'activation de 6 eV. Les cations méthylammonium peuvent tourner librement dans leur cage cristalline. À température ambiante, leur axe C–N est aligné parallèlement à l'un des trois axes de la maille cubique, selon une direction et un sens aléatoires, changeant de sens et/ou de direction à une fréquence moyenne de 3 ps.
La solubilité des halogénures de plomb méthylammonium décroît fortement lorsque la température augmente, passant de 0,8 à 0,3 g/L lorsque la température passe de 20 à 80 °C pour le CH3NH3PbI3 dans le diméthylformamide. Cette propriété est mise à profit pour faire croître des monocristaux et des couches minces d'halogénures de plomb méthylammonium à partir de solutions de précurseurs d'halogénure de méthylammonium CH3NH3X et d'halogénure de plomb PbX2. Les taux de croissance observés sont de l'ordre de 3 à 20 mm3/h pour le CH3NH3PbI3 et atteignent 38 mm3/h pour le CH3NH3PbBr3.
- Croissance d'un monocristal de CH3NH3PbI3 dans la γ-butyrolactone à 110 °C. La couleur jaune provient du précurseur d'iodure de plomb(II) PbI2[9].
- Croissance d'un monocristal de CH3NH3PbBr3 à 80 °C dans le diméthylformamide HCON(CH3)2[9].

Les cristaux obtenus sont métastables et se dissolvent dans la solution de croissance lorsque celle-ci est refroidie à température ambiante. Ils ont une largeur de bande interdite de 2,18 eV pour le CH3NH3PbBr3 et de 1,51 eV pour le CH3NH3PbI3, avec une mobilité des porteurs de charge respectivement de 24 et 67 cm2/V/s. Leur conductivité thermique est particulièrement faible, de l'ordre de 0,5 W/K/m à température ambiante pour le CH3NH3PbI3.

## Application aux cellules photovoltaïques
Les pérovskites synthétiques offrent la possibilité de produire des cellules photovoltaïques présentant un bon rendement énergétique à partir de matériaux bon marché à l'aide de procédés de frabication identiques à ceux déjà employés pour la production de cellules solaires à base de couches minces de silicium. Les halogénures d'étain méthylammonium CH3NH3SnX3 et de plomb méthylammonium CH3NH3PbX3 sont étudiés pour les cellules solaires à pigments photosensibles depuis le début des années 2010, mais l'étain reste difficilement à son état d'oxydation +2 et tend à s'oxyder en Sn4+ ce qui réduit le rendement des cellules par autodopage. Le triiodure de plomb méthylammonium CH3NH3PbI3, noté MAPbI3, est le composé le plus étudié de cette famille de matériaux. La mobilité et la durée de vie des porteurs de charge y sont suffisamment élevés pour permettre de récupérer efficacement le photocourant produit par effet photovoltaïque, avec une longueur de diffusion effective de l'ordre de 100 nm pour les électrons comme pour les trous. Ces cellules photovoltaïques sont bon marché car leur production n'implique pas de mise en œuvre complexe et ne fait intervenir que des matériaux eux-mêmes bon marché. Elles n'ont cependant pas encore une durée de vie suffisante pour être commercialement rentables.
Les halogénures de plomb méthylammonium sont déposés à partir de solutions d'halogénure de méthylammonium et d'halogénure de plomb à basse température, typiquement par enduction centrifuge (spin coating). Les autres procédés de dépôt de couches minces à température ne dépassant pas 100 °C conduisent à des matériaux ayant des longueurs de diffusion sensiblement inférieures. Des cellules photovoltaïques nanostructurées réalisée à l'aide d'halogénures mixtes — iodure et chlorure — de plomb méthylammonium CH3NH3PbI3–xClx ont montré une longueur de diffusion de l'ordre de 1 μm, un ordre de grandeur supérieur aux valeurs observées avec les triiodures CH3NH3PbI3. Des mesures ultérieures ont indiqué des valeurs de 10 μm dans le plan (110) pour les porteurs minoritaires, en l'occurrence les électrons. La tension de circuit ouvert UCO vaut typiquement de l'ordre de 1 V pour le triiodure CH3NH3PbI3 mais dépasse 1,1 V pour l'halogénure mixte CH3NH3PbI3–xClx avec un faible taux de chlore. La largeur de bande interdite Eg des deux matériaux étant de 1,55 eV, le rapport UCO / Eg est plus élevé avec ces composants que pour d'autres cellules semblables de troisième génération. Des pérovskites ayant des bandes interdites plus larges ont montré des UCO pouvant atteindre 1,3 V.
Il est possible de produire des cellules solaires en pérovskite à hétérojonction plane avec une architecture simple — sans nanostructure complexe — en ne faisant intervenir qu'un dépôt sous vide. Ceci permet d'obtenir des rendements de 15 % mesurés sous éclairage solaire simulé.
L'obstacle principal au déploiement de cette technologie reste la dégradation rapide du matériau en fonctionnement normal. Le MAPbI3 se décompose en effet par agrégation de plomb et nanofragmentation en iodure de plomb(II) PbI2 par chauffage en présence d'eau, d'oxygène et de rayonnements ultraviolets. De surcroît, il est sensible aux faisceaux d'électrons, ce qui complique son analyse structurelle fine au microscope électronique. Le MAPbI3 est altéré en quelques jours sous l'effet de l'humidité relative de l'air s'il n'est pas encapsulé correctement, sa couleur passant du noir au jaune. L'eau favorise ainsi les dépôts de plomb sur les électrodes d'aluminium, ce qui déstructure la pérovskite :
2 Al + 4 MAPbI3 + 2 H2O ⟶ (MA)4PbI6∙2H2O + 3 Pb + 2 Al3+ + 6 I− ;
2 Al + 3 (MA)4PbI6∙2H2O ⟶ 12 MAI + 3 Pb + 2 Al3+ + 6 I− + 6 H2O ;
MAI  {\displaystyle \rightleftharpoons }  MA + HI.
La chaleur induit par ailleurs une thermolyse en différents composés gazeux :
MAPbI3 (s) ⟶ HI(g) + CH3NH2 (g) + PbI2 (s) ;
MAPbI3 (s) ⟶ CH3I(g) + NH3 (g) + PbI2 (s).
Enfin, la lumière elle-même tend à dégrader le matériau :
MAPbI3 (s) ⟶ résidus organiques + NH3 (g) + HI(g) + PbI2 (s) ;
MAPbI3 (s) ⟶ CH3NH2 (g) + HI(g) + PbI2 (s) ;
PbI2 (s) ⟶ Pb(s) + I2 (g).